# Fouad El Mohandes
Fouad El Mohandes (en arabe : فؤاد المهندس ; ou Fouad El Mohandes),Né au Caire, il était le fils du linguiste Zaki El Mohandes, le Doyen de la Faculté de Dar Al Oloom et un membre de l'Académie de Langue Arabe d'Égypte. Fouad El-Mohandess était un acteur amateur quand il était jeune. Inspiré par les pièces du comédien Naguib Al Rehani. Lors de son étude à la Faculté de commerce, el-Mohandess a décidé de poursuivre une carrière dans le théâtre. Il a rejoint un groupe appelé Sa'a Li Qalbak (une heure à votre cœur) au début de son cours, en 1954

## Biographie
Né à Abbassia, au Caire, il était le fils du linguiste Zaki Mohamed El Mohandes, doyen de la faculté de Dar al-Oloom et membre de l'Académie de la langue arabe d'Égypte. Ainsi, il naquit dans un foyer pétri de sciences et de langues, qu'il lui a permis de développer ses talents artistiques. 
El-Mohandes avait un frère et deux sœurs, dont l'une est la regrettée Safiya El-Mohandes, qui fut à la tête de la station de télévision et de radio pendant plus de dix ans successivement, et une animatrice égyptienne de renom qui était mariée à Mohamed Mahmoud Shaaban (connu sous le nom de Baba Sharo), qui fut également à la tête des stations de télévision et de radio pendant plus de 18 ans.
Il a campé le rôle que M. X dans deux films sur "Homme le plus Dangereux Au Monde" et le Retour de l'Homme le plus Dangereux du Monde. Il est également campé des personnages de la vie réelle, tels que John Dillinger (appelé Sayed Dillinger), Billy the Kid et Mussolini.
- Mogrem Maa Martabet El-Sharaf 1998
- Garima Ella Rob'a 1990
- Zoj taht al-talab 1985
- Ayoub 1983
- Khamsa Bab 1983
- Khally Balak Men Geranak 1979
- Viva Zalata  1976
- Azwaj Taeeshoon 1976
- Badiaa Masabny 1975
- Shelet al mohtalin 1972
- El ataba gazaz 1969
- Aalam modhek geddan 1968
- Al-millionaire al-mouzayyaf 1968
- Ard el-nefak 1968

## Principales pièces théâtrales
- Ana W Howa W Heya 1964
- Ana Feen W Enty Feen 1965
- Halet Hob 1967
- ِAl Secrter Al Fany 1968
- Hawa El Sa'a Etnashar 1968
- Saydaty Al Gamila 1969
- Enha Haqa Aela Mohtarama 1979
- Sok Ala banatak 1980
- Hala Habibty 1985

Fouad el-Mohandes est mort le 16 Septembre 2006, dix jours après son 82e anniversaire. Il a survécu par un frère et deux sœurs, dont l'une est la fin Safiya El-Mohandes, qui était le Directeur de Station de Radio et Télévision pendant plus de 10 ans successivement, et un diffuseur Egyptien qui était mariée à Mohamed Mahmoud Shaaban (connu sous le nom de Baba Sharo), qui était également le Chef de la Télévision et de Radio depuis plus de 18 ans et successivement et avec succès.